# Klasea hakkiarica
Klasea hakkiarica là một loài thực vật có hoa trong họ Cúc. Loài này được (P.H.Davis) Greuter & Wagenitz mô tả khoa học đầu tiên năm 2003.